# Ladislav Fryček
Ladislav Fryček (2. července 1922 – ???) byl český a československý politik Komunistické strany Československa a poúnorový poslanec Národního shromáždění ČSSR.

## Biografie
Ve volbách roku 1960 byl zvolen za KSČ do Národního shromáždění ČSSR za Severočeský kraj. V parlamentu setrval až do konce funkčního období, tedy do voleb roku 1964.